# Urif
Urif (àrab: عوريف, ʿŪrīf) és un vila palestina de la governació de Nablus, a Cisjordània, al nord de la vall del Jordà, 13 kilòmetres al sud de Nablus. Segons l'Oficina Central Palestina d'Estadístiques tenia 2.839 habitants en 2007.

## Història
S'hi ha trobat ceràmica de finals de l'Imperi Romà. Dauphin escriu que també s'hi ha trobat ceràmica de l'època de l'Imperi Romà d'Orient. Diya al-Din (1173-1245) es refereix a la presència de musulmans a Urif a la seva època.

### Època otomana
Urif fou incorporada a l'Imperi Otomà en 1517 amb tota Palestina, i en 1596 va aparèixer als registres d'impostos com a part de la nàhiya de Jabal Qubal del liwà de Nablus. Fou anotada com a hali, buida, però amb una taxa fixa del 33,3% pagada per diversos productes agrícoles, com el blat, l'ordi, els cultius d'estiu, oliveres, cabres i ruscs, a més d'«ingressos ocasionals»; un total de 2.800 akçe.
En 1870, Victor Guérinva trobar que la vila ocupava el cim d'un turó i que tenia 450 habitants. En 1882 el Survey of Western Palestine (SWP) del Fons per a l'Exploració de Palestina va descriure Urif com: «Un poble de pedra en un terreny elevat, amb algunes oliveres, sortit per pous i amb un petit corrent d'aigua cap a l'est.»

### Època del Mandat Britànic
En el cens de Palestina de 1922 realitzat per les autoritats del Mandat Britànic, Urif tenia 270, tots musulmans, incrementada en el cens de 1931 a 403, 402 musulmans i un cristià, en 103 cases.
En 1945 la població era de 520, tots musulmans, mentre que la superfície total era de 3,965 dúnams de terra, segons un cens oficial de terra i població. D'aquests, 1,107 dúnams eren per plantacions i terra de rec, 1,452 per cereals, mentre 32 dúnams eren sòl edificat.

### Període contemporani
Després de la de la Guerra araboisraeliana de 1948, i després dels acords d'Armistici de 1949, Urif va restar en mans de Jordània. Després de la Guerra dels Sis Dies el 1967, ha estat sota ocupació israeliana com la resta de territoris palestins. Des de 1995 Urif i la regió immediata ha estat posada sota administració conjunta d'Israel i l'Autoritat Nacional Palestina, en el que és conegut com a Àrea B.

### Cronologia d'esdeveniments i disturbis
- Entre el 19 i el 26 de maig de 2012 es van produir enfrontaments entre els residents àrabs d'Urif i uns 25 residents jueus locals, la majoria dels quals havien vingut de Yitzhar i alguns armats, dels que es va dir que començaren a cremar els camps de blat d'Urif. En l'explicació del conflicte, alguns acusaren als colons jueus per calar foc als camps,[15] mentre alters acusaren als palestins de provocar el foc.[16] Les FDI van intervenir aviat per evitar enfrontaments, però no fins que un home palestí hagués rebut un tret a l'estómac.[17] El cap del Consell Regional de Samaria Gershon Mesika va dir que el tret va ser un acte de defensa contra un home que brandava un ganivet.[16][18]
- En gener de 2013 es produïren disputes locals entre àrabs i jueus.[19]
- En 2013 es va informar que colons de l'assentament de Yitzhar trencaren els vidres d'una mesquita a Urif i intentaren cremar-la.[20][21][22]
- En febrer de 2015 joves rebels de Yitzhar van pintar l'escola del poble amb graffiti, pintant 'mort als àrabs' junt a l'Estrella de David en un suposat atac etiqueta de preu.
- En juliol de 2016 les DFDI confiscaren a Urif armes casolanes i municions, així com els torns utilitzats per fabricar-les, i arrestaren quatre residents locals d'Urif que venien aquestes armes.[23]
- En 2017 als grangers d'Urif no se'ls va permetre treballar en la seva terra a l'Àrea B.[24][25]